# Taddeo Wiel
Taddeo Wiel (Oderzo, Treviso, 24 de setembre de 1849 - Venècia, Veneto, 17 de febrer de 1920) fou un musicògraf i compositor italià.
Doctor en Dret i Filosofia i Lletres, s'especialitzà en historiografia musical, arribant a ser una de les autoritats italianes en aquesta matèria.
Fou bibliotecari de Sant Marc a Venècia, i director d'estudis del Liceo Musicale Benedetto Marcello, president de la Societat de Concerts i de la secció veneciana de Musicologi Italiani.

## Obres principals
- I Codici musicali Contariniani nella Reale Biblioteca di San Marco in Venzia, (1888)
- I Teatri Musicali Venesiani del Settecento, (1897)
- Estudis sobre el compositor Francesco Cavalli

També és autor d'algunes òperes i melodies per a cant i piano.